# Macedonië (Romeinse provincie)
De Romeinse provincie Macedonië (uitspraakⓘ, Macedonia) werd gesticht in 146 v.Chr., nadat de Romeinse generaal Quintus Caecilius Metellus Macedonicus in 148 v.Chr. Andriscus van Macedonië versloeg. Het overwonnen gebied werd door de Romeinen verdeeld in vier republieken: Epirus Vetus, Thessalië, Thracië en delen van Illyrië. Deze vier vormden samen Macedonië.
Macedonië werd in de 3e of 4e eeuw verdeeld in Macedonia Prima, in het zuiden, en Macedonia Salutaris, in het noorden.
Macedonia Prima en Macedonia Salutaris waren onderdeel van de Dioces Macedonia, een van de drie diocesen van de prefectuur van Illyricum opgericht in 318. Toen de prefectuur van Illyricum in 379 in West- en Oost-Illyricum werd verdeeld, werden de Macedonische provincies onderdeel van Oost-Illyricum. Na de splitsing van het Romeinse Rijk in het West-Romeinse Rijk en het Byzantijnse Rijk in 395, werd Macedonië onderdeel van het Byzantijnse Rijk.
Achaea · Alexandria et Aegyptus · Africa · Alpes Cottiae · Alpes Maritimae · Alpes Poeninae · Arabia Petraea · Armenia Inferior · Asia · Britannia · Cappadocia · Cilicia · Corsica · Creta · Cyprus · Cyrenaica · Dacia · Dalmatia · Epirus · Galatia · Gallia (Aquitania · Belgica · Lugdunensis · Narbonensis) · Germania (Inferior · Superior) · Hispania (Baetica · Lusitania · Tarraconensis) · Italia · Iudaea · Lycaeonia · Lycia · Macedonia · Mauretania (Caesariensis · Tingitana) · Moesië (Inferior · Superior) · Noricum · Numidia · Pannonia (Inferior · Superior) · Pamphylia · Pisidia · Pontus et Bithynia · Raetia · Sardinia · Sicilia · Syria · Thracia

Tijdelijke bezettingen: Germania (7-9 n.Chr.) · Armenia (114-117 n.Chr.) · Assyria (116-117 n.Chr.) · Mesopotamia (115-117 n.Chr.)